# Nyvarpsträsket
Nyvarpsträsket är en sjö i Värmdö kommun i Uppland och ingår i Norrström-Tyresåns kustområde. Sjön är 3,5 meter djup, har en yta på 0,01 kvadratkilometer och befinner sig 10 meter över havet.